# Eparchia di Stryj
L'eparchia di Stryj (in latino: Eparchia Striensis) è una sede della Chiesa greco-cattolica ucraina suffraganea dell'arcieparchia di Leopoli. Nel 2022 contava 287.388 battezzati su 383.071 abitanti. È retta dall'eparca Taras Sen'kiv, O.M.

## Territorio
L'eparchia si estende nella parte centro-orientale dell'oblast' di Leopoli e comprende gran parte del distretto di distretto di Stryj (ad eccezione dell'ex distretto di Skole) e la parte meridionale del distretto di Leopoli, corrispondente agli ex distretti di Peremyšljany e di Horodok.
Sede eparchiale è la città di Stryj, dove si trova la cattedrale della Dormizione della Madre di Dio.
Il territorio si estende su 4.124 km² ed è suddiviso in 361 parrocchie.

## Storia
L'eparchia è stata eretta dal Sinodo dei Vescovi della Chiesa Ucraina il 21 luglio 2000, ricavandone il territorio dall'arcieparchia di Leopoli, di cui originariamente era suffraganea. Il 12 ottobre papa Giovanni Paolo II ha dato il suo assenso a questa erezione.
Il 29 agosto 2005 entrò a far parte della provincia ecclesiastica dell'arcieparchia di Kiev.
Il 20 gennaio 2010 papa Benedetto XVI ha accolto la dichiarazione di impedimento dell'eparca Julijan Gbur formulata dal Sinodo della Chiesa greco-cattolica ucraina a seguito della malattia dell'eparca. Benché previsto dal diritto canonico, si tratta di un caso molto raro.
Il 21 novembre 2011 è tornata a essere suffraganea dell'arcieparchia di Leopoli.

## Cronotassi dei vescovi
Si omettono i periodi di sede vacante non superiori ai 2 anni o non storicamente accertati.
- Julijan Gbur, S.V.D. † (21 luglio 2000 - 24 marzo 2011 deceduto)
  - Sede vacante (2011-2014)
- Taras Sen'kiv, O.M., dal 2 aprile 2014[4]

## Statistiche
L'eparchia nel 2022 su una popolazione di 383.071 persone contava 287.388 battezzati, corrispondenti al 75,0% del totale.
| anno | popolazione | popolazione | popolazione | presbiteri | presbiteri | presbiteri | presbiteri                | diaconi | religiosi | religiosi | parrocchie |
| anno | battezzati  | totale      | %           | numero     | secolari   | regolari   | battezzati per presbitero | diaconi | uomini    | donne     | parrocchie |
| ---- | ----------- | ----------- | ----------- | ---------- | ---------- | ---------- | ------------------------- | ------- | --------- | --------- | ---------- |
| 2000 | 235.562     | 475.900     | 49,5        | 214        | 185        | 29         | 1.100                     |         | 29        |           | 363        |
| 2001 | 320.000     | 420.000     | 76,2        | 190        | 183        | 7          | 1.684                     |         | 7         | 73        | 327        |
| 2002 | 320.000     | 420.000     | 76,2        | 196        | 186        | 10         | 1.632                     |         | 11        | 15        | 341        |
| 2003 | 319.043     | 420.000     | 76,0        | 202        | 195        | 7          | 1.579                     | 1       | 7         | 2         | 342        |
| 2004 | 317.220     | 420.000     | 75,5        | 215        | 208        | 7          | 1.475                     | 1       | 18        | 4         | 344        |
| 2009 | 382.000     | 422.000     | 90,5        | 220        | 206        | 14         | 1.736                     | 4       | 60        | 15        | 345        |
| 2010 | 378.887     | 419.500     | 90,3        | 225        | 211        | 14         | 1.683                     | 6       | 60        | 15        | 345        |
| 2014 | 305.041     | 397.217     | 76,8        | 251        | 248        | 3          | 1.215                     |         | 6         | 19        | 358        |
| 2017 | 301.422     | 395.145     | 76,3        | 266        | 263        | 3          | 1.133                     |         | 6         | 21        | 360        |
| 2020 | 296.168     | 388.851     | 76,2        | 280        | 278        | 2          | 1.057                     |         | 4         | 20        | 361        |
| 2022 | 287.388     | 383.071     | 284         | 282        | 2          | 1.011      |                           | 4       | 20        | 361       |            |